# Brigitta Boccoli
Brigitta Boccoli  (Roma, 5 de mayo de 1972) es una actriz de teatro y de televisión italiana. Es la hermana de la actriz Benedicta Boccoli.
Está casada con Stefano Nones Orfei, (1966 hijo de Moira), domador y atleta de circo, conocido en el programa Realyty Circus. Tienen un hijo, Manfredi.

## Cine
- 1982: Manhattan Baby, director: Lucio Fulci
- 1985: La ragazza dei lillà, director: Flavio Mogherini
- 1987: Com'è dura l'avventura, director: Flavio Mogherini
- 1991: Nostalgia di un piccolo grande amore, director: Antonio Bonifacio
- 2003: Gli angeli di Borsellino, director: Rocco Cesareo
- 2006: Olè, director: Carlo Vanzina

## Televisión
- 1987-1991: Domenica in
- 2000-2001: Ricominciare
- 2001: Una donna per amico, 3° año
- 2002: Cuori rubati
- 2004: Don Matteo, 4° año, 23° episodio.
- 2006: Reality Circus - apresentado por Barbara D'Urso - reality show - Canale 5